# 박제균 (1887년)
박제균(朴濟均, 1887년 음력 4월 ~ ?)은 일제강점기의 관료이다.

## 생애
경상북도 대구 출신이다. 한일 병합 조약 체결 직전인 1909년에 경상북도 안동군 주사가 되어 대한제국 말기에 관직에 들어섰다.
이듬해 한일 병합 조약이 체결되어 조선총독부 체제가 들어서면서 총독부 군서기에 임명되었다. 안동군에서 근무를 시작하여 예안군, 비안군, 의성군, 경주군 등 경상북도 지역에서 군서기로 일했다. 경상북도 재무부 세무과를 거쳐 1924년에는 총독부 군수로 승진하였다.
이후 경북 지역에서 청송군, 영덕군, 의성군 군수를 차례로 지냈고, 1933년에는 영천군 군수가 되었다. 일본 정부로부터 훈6등 서보장을 수여받는 등, 영천군수로 재직 중이던 1934년을 기준으로 종6위 훈6등에 서위되어 있었다.
2008년 공개된 민족문제연구소의 친일인명사전 수록예정자 명단 중 관료 부문에 포함되었다.

## 참고자료
- 박제균(朴濟均) - 국사편찬위원회